# Ian Crook
Ian Crook (sinh ngày 18 tháng 1 năm 1963) là một cầu thủ bóng đá người Anh.

## Sự nghiệp câu lạc bộ
Ian Crook đã từng chơi cho Sanfrecce Hiroshima.

## Thống kê câu lạc bộ

### J.League
| Đội                 | Năm       | J.League | J.League | J.League Cup | J.League Cup | Tổng cộng | Tổng cộng |
| Đội                 | Năm       | Trận     | Bàn      | Trận         | Bàn          | Trận      | Bàn       |
| ------------------- | --------- | -------- | -------- | ------------ | ------------ | --------- | --------- |
| Sanfrecce Hiroshima | 1997      | 15       | 3        | 0            | 0            | 15        | 3         |
| Sanfrecce Hiroshima | 1998      | 9        | 1        | 0            | 0            | 9         | 1         |
| Tổng cộng           | Tổng cộng | 24       | 4        | 0            | 0            | 24        | 4         |